# Marunouchi Park Building
Marunouchi Park Building (jap. 丸の内パークビル Marunouchi Pāku Biru) - biurowiec wybudowany w latach 2007-2009 w Tokio, w Japonii. Jest 50. co do wysokości budynkiem w Tokio (170,1 m), a najwyższe piętro znajduje się na wysokości 157,1 metrów. Powierzchnia użytkowa wynosi 190 512 m². 39 kondygnacji (35  nadziemnych i 4 podziemne) wykorzystywane są głównie w celach biurowych. Ponadto w biurowcu znajdują się sklepy, parking na 282 samochody, muzeum sztuki (Mitsubishi Ichigokan Museum). Zaprojektowany został przez Mitsubishi Jisho Sekkei Inc.